# A25 (autoestrada)
A A25 ou Autoestrada das Beiras Litoral e Alta é uma autoestrada portuguesa que tem início na Gafanha da Nazaré, na sub-região da Região de Aveiro, e termina em Vilar Formoso, nas Beiras e Serra da Estrela, na fronteira com a Espanha. É um dos principais eixos rodoviários do país, tendo uma extensão total de 199 km.
Em Aveiro, a autoestrada começa no oeste da cidade, tendo um nó com a  A 17 , que segue direção a sul à Marinha Grande, e mais à frente, em Angeja, nó com a  A 29  direção a norte ao Porto, em Albergaria-a-Velha, um nó com a  A 1 , que segue a sul a Lisboa e direção a norte ao Porto. Seguindo para Viseu, a autoestrada tem um nó com a  A 24 , que segue direção a norte a Vila Real e a Chaves. Chegando à cidade da Guarda, a autoestrada tem um nó com a  A 23 , que segue direção a sul a Castelo Branco e a Torres Novas.
A autoestrada corresponde ao antigo  IP 5  e o primeiro troço sendo classificado como uma autoestrada foi em 2001 entre Aveiro e Albergaria-a-Velha, junto ao nó com a  A 1 , tendo uma extensão de 29 km, seguindo até Viseu através do nó com a  A 24  em 2005, com mais 46 km de autoestrada classificada, chegando ao nó com a  A 23 , no leste da Guarda em 2006, crescendo em mais 84 km de extensão. O troço entre a Guarda e Vilar Formoso, com uma extensão de 36 km, já foi classificado como uma autoestrada em 2003. O último troço classificado como uma autoestrada foi em 2021, entre Vilar Formoso e à fronteira com a Espanha, com uma extensão de 4 km, tendo assim um perfil de duas vias de circulação para cada sentido em todo o seu percurso.
A Ascendi é a concessionária da autoestrada, tendo tido um regime de portagem eletrónicas em todo o seu percurso. Desde 1 de janeiro de 2025 que a autoestrada passou a ser gratuita nos troços sob a Concessão Beiras Litoral e Alta, entre Albergaria-a-Velha e Vilar Formoso.
A autoestrada faz parte da Estrada Europeia 80 e Estrada Europeia 802.

## Estado dos Troços
| Troço                               | Situação          | km |
| ----------------------------------- | ----------------- | -- |
| Aveiro A 17 –Albergaria-a-Velha A 1 | Em serviço (2001) | 29 |
| Albergaria-a-Velha A 1 –Viseu A 24  | Em serviço (2005) | 46 |
| Viseu A 24 –Guarda A 23             | Em serviço (2006) | 84 |
| Guarda A 23 –Vilar Formoso          | Em serviço (2003) | 36 |
| Vilar Formoso–Espanha               | Em serviço (2021) | 4  |

## Perfil
| Troço                      | Perfil | Extensão |
| -------------------------- | ------ | -------- |
| Aveiro A 17 –Vilar Formoso |        | 199 km   |

## Tráfego

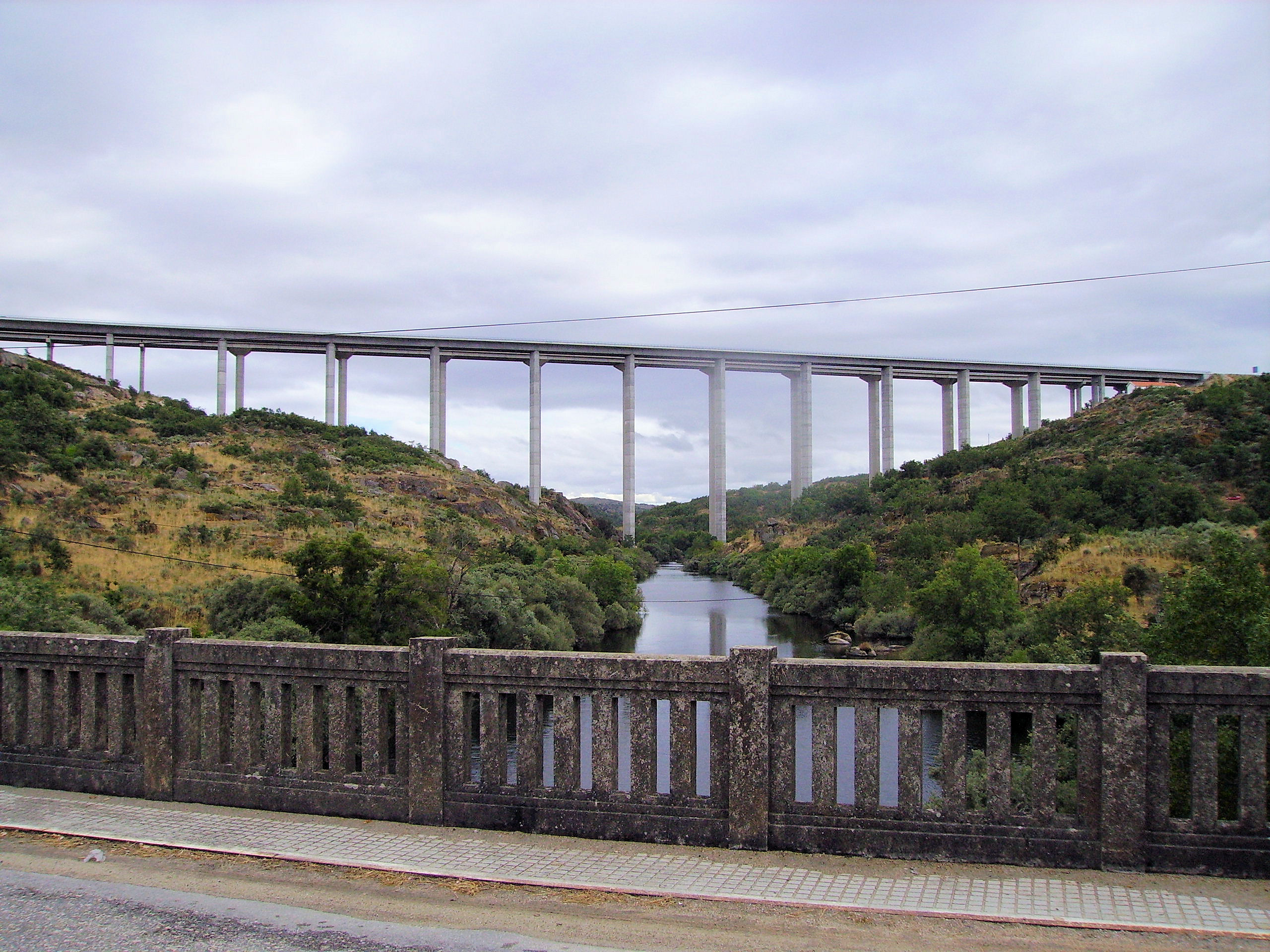
A25 no Viaduto de Castelo Bom, sobre o rio Côa, durante vários anos o maior viaduto da Europa em pilares.

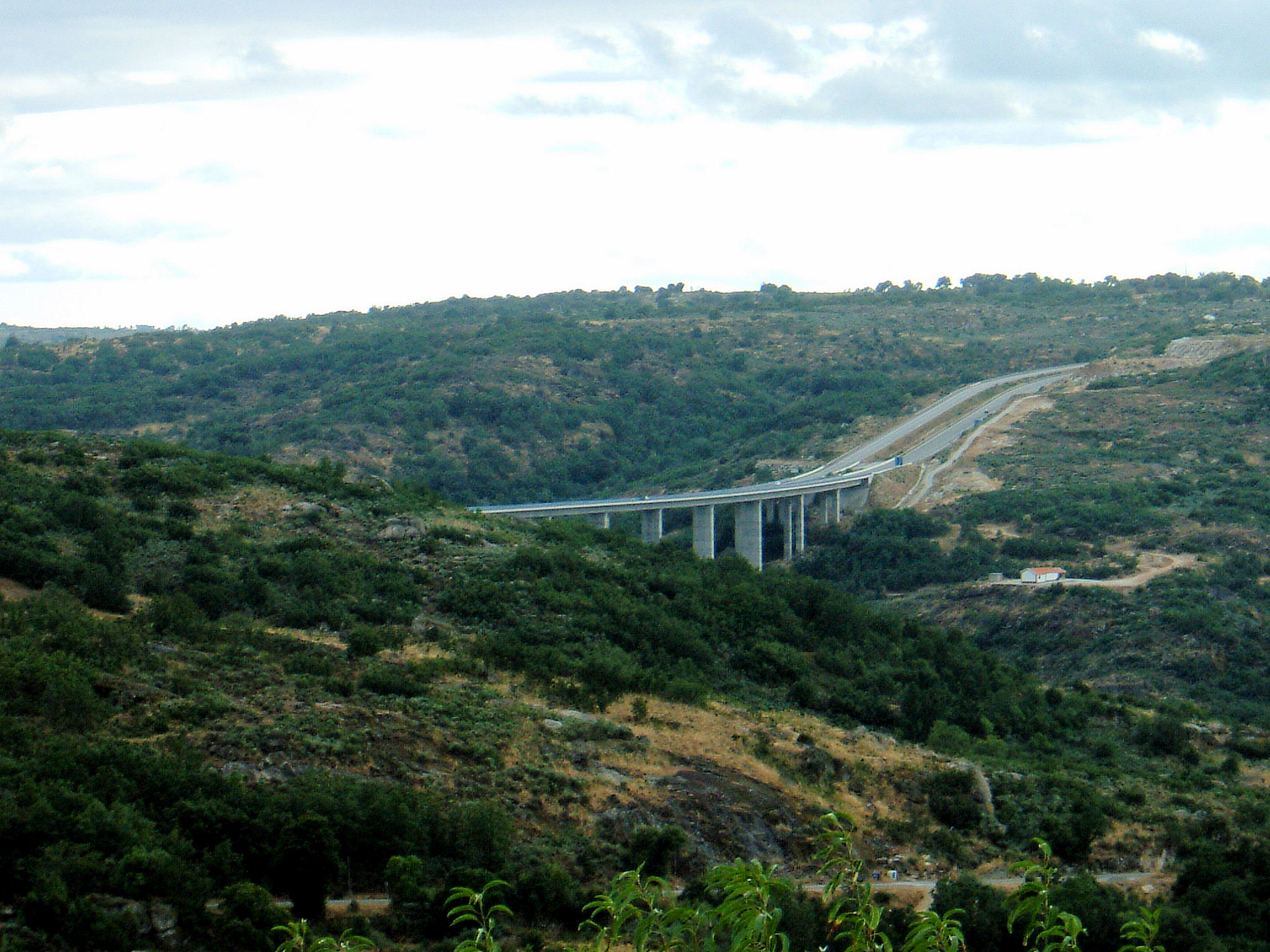
Troço na A25, perto de Castelo Bom.

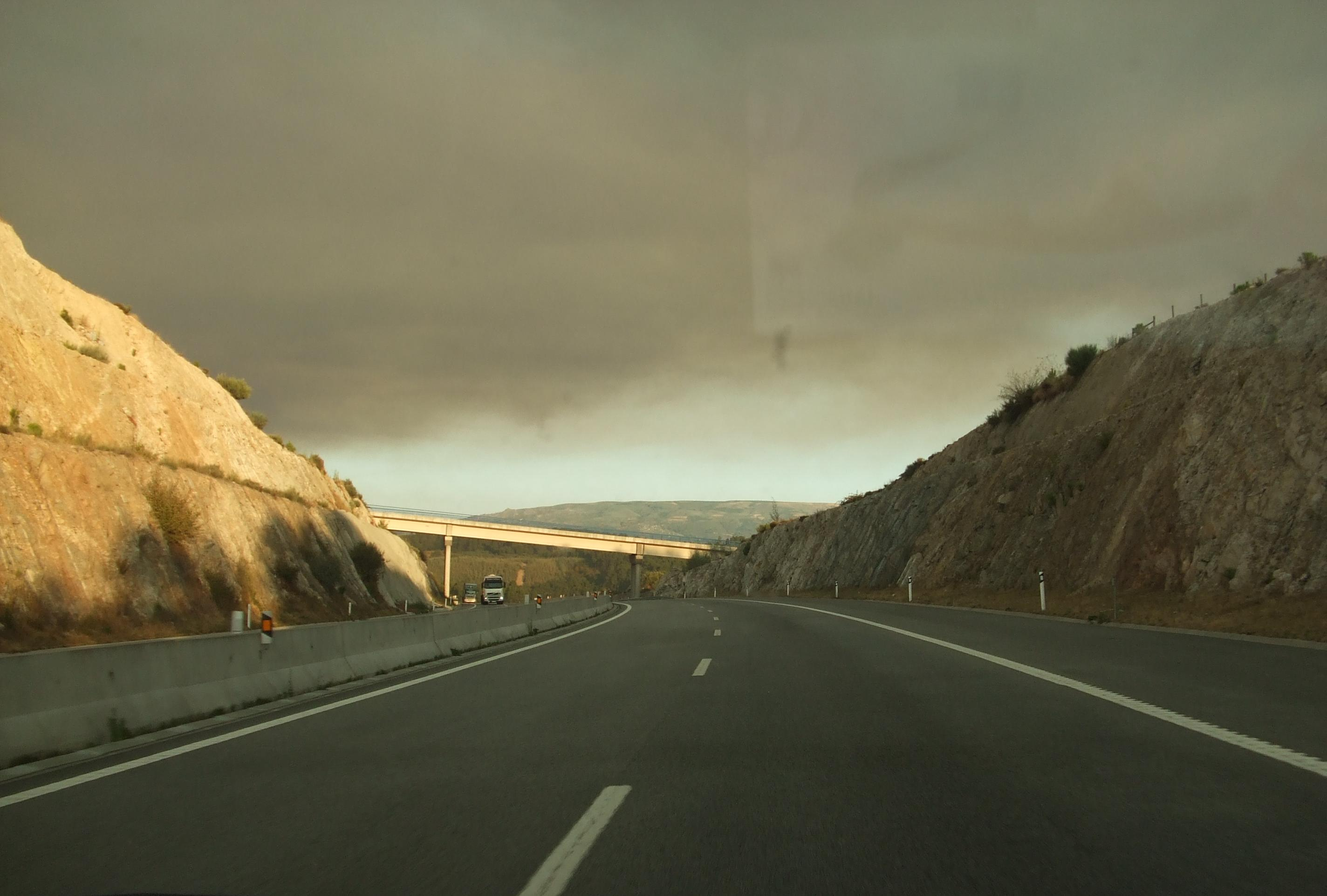
A25 entre Chãs de Tavares e Fornos de Algodres

Entre a Barra e o nó com a  A 17  em Aveiro regista-se o maior tráfego diário da autoestrada, estabilizando-se em 30 mil veículos diáriamente. Seguindo até ao nó com a  A 1  em Albergaria-a-Velha, o tráfego é mais reduzido, estando nos 20 mil veículos diários. Daí até à fronteira com a Espanha, o tráfego estabeleçe-se nos 13 mil veículos diariamente.
| Troço                                              | Tráfego médio diário, agosto de 2019 | Tráfego médio diário, agosto de 2024 |
| -------------------------------------------------- | ------------------------------------ | ------------------------------------ |
| 1 zona industrial – 2 Gafanha da Nazaré            | 39.538                               | 41.333                               |
| 2 Gafanha da Nazaré – 3 Aveiro                     | 48.010                               | 50.195                               |
| 3 Aveiro – 4 Esgueira                              | 33.189                               | 39.856                               |
| 4 Esgueira – 5 Ílhavo A 17                         | 21.476                               | 29.385                               |
| 5 Ílhavo A 17 – 5A zona industrial                 | 35.641                               | 46.683                               |
| 5A zona Industrial – 6 Angreja                     | 34.765                               | 43.565                               |
| 6 Angreja – 6A Porto A 29                          | 34.923                               | 44.839                               |
| 6A Porto A 29 – 7 Lisboa A 1                       | 25.582                               | 33.643                               |
| 7 Lisboa A 1 – 8 Albergaria-a-Velha                | 22.352                               | 26.077                               |
| 8 Albergaria-a-Velha – 9 Macinhata do Vouga        | 22.447                               | 25.906                               |
| 9 Macinhata do Vouga – 10 Talhadas                 | 18.786                               | 21.457                               |
| 10 Talhadas – 11 Reigoso                           | 22.260                               | 25.306                               |
| 11 Reigoso – 12 Campia                             | 19.277                               | 21.849                               |
| 12 Campia – 13 Vouzela                             | 19.118                               | 21.658                               |
| 13 Vouzela – 14 IP 5                               | 18.735                               | 22.255                               |
| 14 IP 5 – 15 Ventosa                               | 14.428                               | 17.965                               |
| 15 Ventosa – 16 Tondela                            | 14.654                               | 18.115                               |
| 16 Tondela – 16A Viseu norte                       | 12.145                               | 14.728                               |
| 16A Viseu norte – 17 Vila Real A 24 / Coimbra IP 3 | 12.236                               | 14.571                               |
| 17 Vila Real A 24 / Coimbra IP 3 – 18 Nelas        | 18.132                               | 22.242                               |
| 18 Nelas – 19 Sátão                                | 10.195                               | 12.831                               |
| 19 Sátão – 20 Fragosela                            | 16.242                               | 19.908                               |
| 20 Fragosela – 21 Fagilde                          | 19.412                               | 23.161                               |
| 21 Fagilde – 22 Mangualde                          | 21.728                               | 22.609                               |
| 22 Mangualde – 23 Chãs de Tavares                  | 14.370                               | 16.483                               |
| 23 Chãs de Tavares – 24 Fornos de Algodres         | 13.468                               | 15.262                               |
| 24 Fornos de Algodres – 25                         | 13.140                               | 14.731                               |
| 25 – 26 Celorico da Beira                          | 13.692                               | 15.404                               |
| 26 Celorico da Beira – 27 Lajeosa do Mondego       | 13.759                               | 15.531                               |
| 27 Lajeosa do Mondego – 28 Sobral da Serra         | 12.065                               | 13.618                               |
| 28 Sobral da Serra – 28A Bragança IP 2             | 13.915                               | 16.413                               |
| 28A Bragança IP 2 – 29 Guarda                      | 13.962                               | 16.491                               |
| 29 Guarda – 30 Castelo Branco A 23                 | 13.121                               | 14.883                               |
| 30 Castelo Branco A 23 – 31 Pínzio                 | 13.448                               | 14.639                               |
| 31 Pínzio – 32 Pinhel                              | 13.835                               | 14.959                               |
| 32 Pinhel – 33 Vilar Formoso                       | 12.370                               | 13.304                               |
| Tráfego médio diário da A 25                       | 19.900                               | 23.384                               |

## Saídas

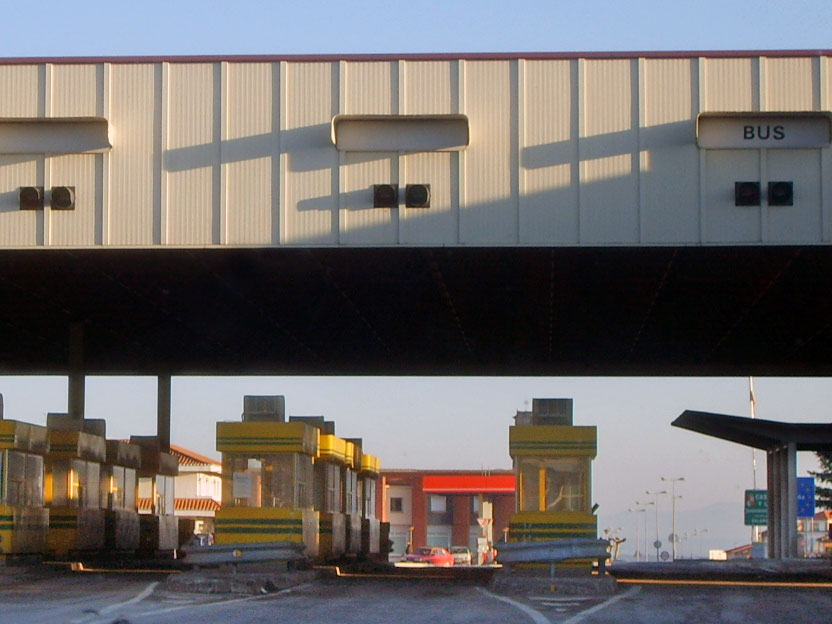
Fronteira de Vilar Formoso, final da N 16 e provisório final da A 25.

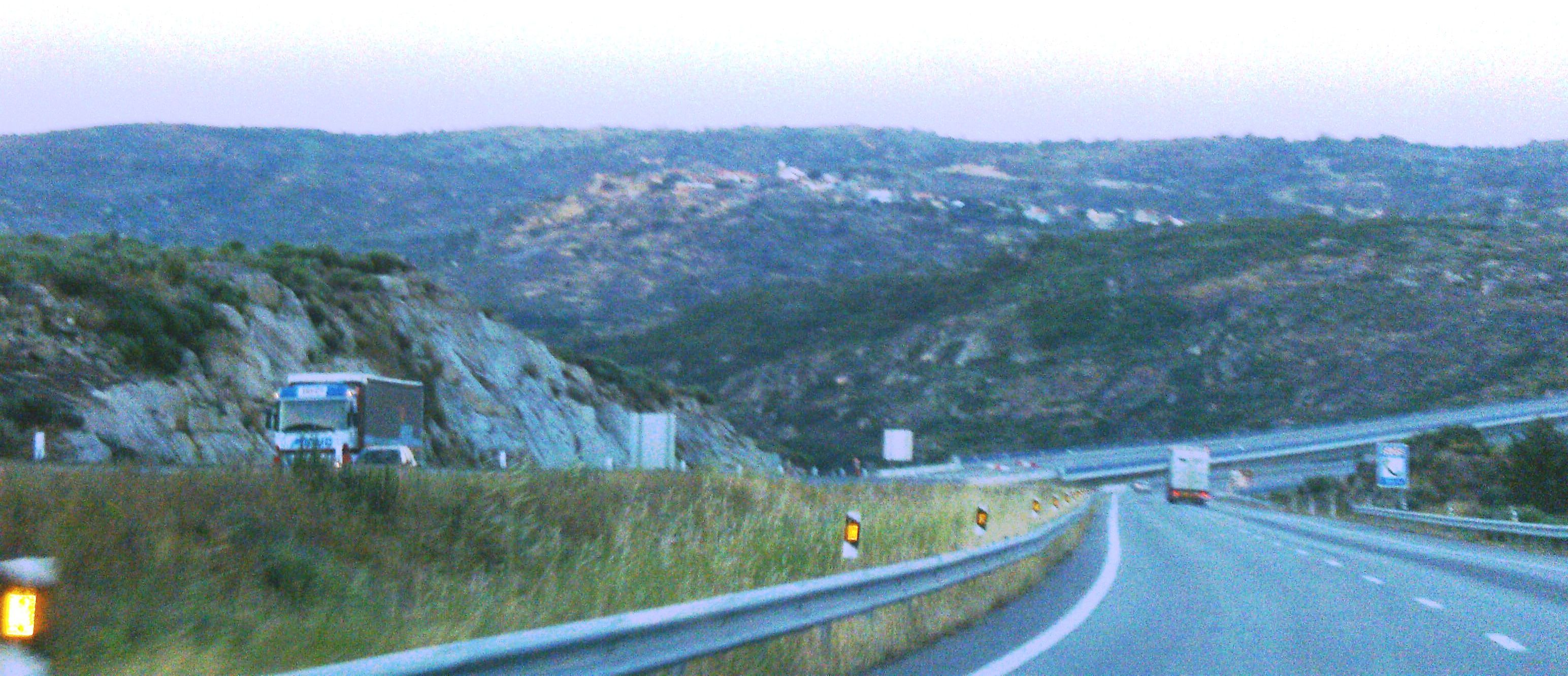
A 25 junto ao Rio Côa, com vista para a localidade de Castelo Bom.

| Número da Saída                          | km  | Nome da Saída | Estrada que liga            |
| ---------------------------------------- | --- | --- | --------------------------- |
| \|                                       | 0   | Praia da Barra |                             |
| 1                                        | 1   | Gafanha da Nazaré zona portuária (oeste)                                                                                | R 591                       |
| 1A                                       | 2   | Gafanha da Encarnação                                                                                                   | R 591                       |
| 2                                        | 5   | Gafanha da Nazaré Ílhavo zona portuária (este)                                                                          | R 590                       |
| 3                                        | 8   | Aveiro (centro) — Pirâmides                                                                                             |                             |
| 4                                        | 12  | Aveiro (norte) Esgueira                                                                                                 | N 109                       |
| Pórtico de Portagem de Esgueira — € 0,30 |     | |                             |
| 5                                        | 14  | Aveiro (nascente) — Estádio Ílhavo / Lisboa (A 8)                                                                       | A 17                        |
| Pórtico de Portagem de Estádio — € 0,45  |     | |                             |
| 6                                        | 21  | Angeja / Zona Industrial Salreu                                                                                         | N 109                       |
| 6A                                       | 24  | Porto Estarreja/O.Azeméis                                                                                               | A 29                        |
| Pórtico de Portagem de Angeja — € 0,15   |     | |                             |
| 7                                        | 25  | Porto / Estarreja/O.Azeméis Lisboa /Águeda/Coimbra                                                                      | A 1                         |
| 7 (sentido Viseu)                        | 25  | Albergaria zona industrial                                                                                              | N 16                        |
| 8                                        | 30  | Albergaria / O.Azeméis / Porto Águeda / Coimbra                                                                         | N 1 — IC2                   |
| 9                                        | 32  | Macinhata do Vouga (Soutelo) Carvoeiro                                                                                  | M 575                       |
| 10                                       | 44  | Talhadas Sever do Vouga Águeda                                                                                          | N 328                       |
| 11                                       | 50  | Reigoso Antelas | M 517                       |
| 12                                       | 56  | Oliveira de Frades Campia Caramulo                                                                                      | N 333-3                     |
| 13                                       | 61  | Vouzela São Pedro do Sul                                                                                                | (N 333)                     |
| 14 (sentido Viseu)                       | 63  | Serra da Penoita | (antigo IP 5 )              |
| 15                                       | 69  | Ventosa |                             |
| 16 (Nó de Boa Aldeia)                    | 75  | Vouzela Tondela (Boa Aldeia) Viseu (Norte)                                                                              | N 228 (N230) (antigo IP 5 ) |
| 17                                       | 84  | Coimbra/Tondela Viseu Oeste (Saída Viseu Centro/Fail) Vila Real / Castro Daire                                          | IP 3 A 24                   |
| 18                                       | 88  | Viseu (Centro) (Sul -CC Pal.Gelo ) (Hospitais Cuf e Central de Viseu) Seia Nelas Serra da Estrela                       | N 231                       |
| 19                                       | 96  | Viseu (Norte) Sátão Zona Industrial                                                                                     | N229 (antigo IP 5 )         |
| 20 (Nó de Caçador)                       | 98  | Viseu (Este) Hospital (Central e Casa de Saúde S.Mateus) Zona Comercial (Retail Park) (Restaurante Quinta da Magarenha) | N 16                        |
| 21 (Nó de Prime)                         | 101 | Fagilde | N 16                        |
| 22                                       | 105 | Mangualde Penalva do Castelo (Quinta da Ínsua)                                                                          | N 234                       |
| 23                                       | 118 | Chãs de Tavares | N 16                        |
| 24                                       | 126 | Fornos de Algodres Gouveia Aguiar da Beira                                                                              | N 16                        |
| 25                                       | 138 | Celorico da Beira (oeste)                                                                                               | N 16                        |
| 26                                       | 139 | Celorico da Beira (sul) Gouveia / Seia Coimbra                                                                          | N 17 N 102                  |
| 27                                       | 144 | Ratoeira Celorico da Beira (este) Trancoso                                                                              | N 16                        |
| 28                                       | 146 | Açores Sobral da Serra Porto da Carne                                                                                   | (antigo IP 5 )              |
| 28A                                      | 147 | Trancoso Bragança | IP 2                        |
| 29                                       | 160 | Guarda |                             |
| 30                                       | 164 | Covilhã / Guarda (sul) Pinhel / Guarda (Gare)                                                                           | A 23 N 221                  |
| 31                                       | 179 | Pínzio | M 574                       |
| 32                                       | 186 | Alto de Leomil Almeida / Castelo Mendo Pinhel / Sabugal                                                                 | N 324                       |
| 33                                       | 197 | Vilar Formoso Almeida                                                                                                   | N 332                       |
| 34                                       | 199 | Vilar Formoso Fuentes de Oñoro — Aldea del Obispo                                                                       | DSA-470                     |
|                                          |     | |                             |
|                                          |     | Fronteira |                             |
|                                          |     | Espanha | A-62                        |

 Nota: O preço das portagens indicado na tabela corresponde à tarifa paga por um veículo pertencente à classe 1.

## Áreas de Serviço
A maioria das estações de serviço da A 25 transitou do antigo IP 5, por estas se encontrarem junto ao traçado duplicado. As áreas de Aveiro, de Vouzela e de Viseu são as excepções, tendo sido construídas de raiz aquando da transformação em auto-estrada. No entanto, as restantes áreas de serviço mantiveram-se inalteradas, com más condições e fracos serviços que contrastam com a importância desta auto-estrada no panorama nacional.
- Área de Serviço da Gafanha da Nazaré (km 4)
- Área de Serviço de Aveiro (km 15)
- Área de Serviço de Vouzela (km 53)
- Área de Serviço de Viseu (km 87)
- Área de Serviço de Fagilde (km 103)
- Área de Serviço de Celorico da Beira (km 143)
- Área de Serviço de Leomil (km 187)

## Estudos de Impacto Ambiental
1. Resumo Não-técnico do EIA da A 25/IP 5 — Vilar Formoso / Fronteira: [ligação inativa]

## Críticas à construção

### "Bossa do Camelo"
Apesar de ter sido construída como autoestrada com a velocidade máxima de 120 km/h, o troço que passa pela zona do Caçador (Viseu) apresenta uma curva de raio apertado (240 graus), popularmente designada por "bossa do camelo", com a velocidade máxima de 80 km/h, controlada por radar. Tal controlo de velocidade levou a que fossem passadas quase 100000 multas entre outubro de 2006 e dezembro de 2011, permitindo ao Estado arrecadar 10 milhões de euros nesse período de 5 anos.